# Jennifer Saraiva Yanzere
Jennifer Saraiva Yanzere est une femme politique centrafricaine née en 1979.

## Biographie
Vincente Maria Lionelle Jennifer Saraiva Yanzere est née en 1979 d'un père centrafricain d'origine portugaise et d'une mère centrafricaine. Elle est agente commerciale pour la société MAG-Force, se spécialisant dans la zone Afrique centrale et fonde une association panafricaine, Reine Bantou, qui promeut la culture bantoue.
Elle est nommée ministre des Arts, de la Culture et du Tourisme au sein du gouvernement Dondra le 23 juin 2021. Elle est reconduite au sein du gouvernement Moloua le 7 février 2022, comme tous les ministres de l'ancien gouvernement et est remplacée le 4 janvier 2024,,.